# Utskov
Utskov är en anläggning för att på ett kontrollerat sätt släppa ut vatten från en damm till ett område nedströms dammen.

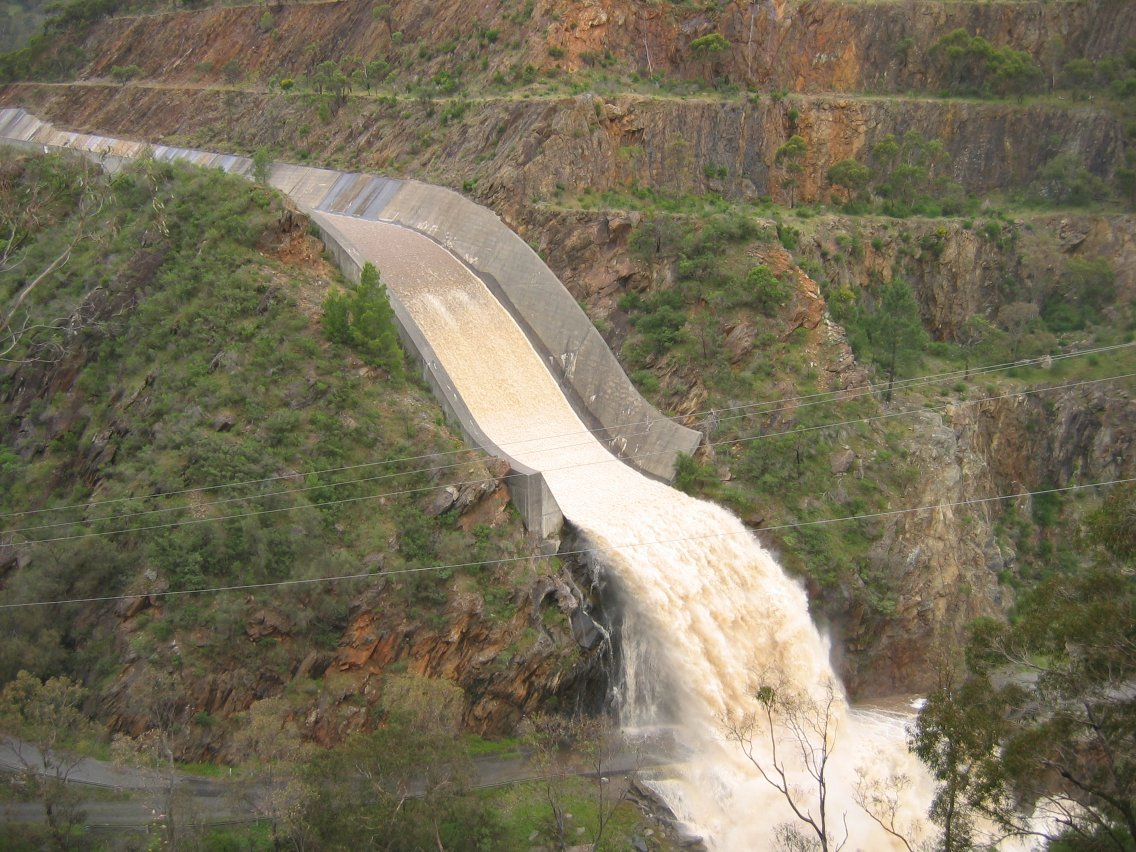
Utskov från dammen till Kangaroo Creek Reservoir i Adelaide Hills, South Australia

## Reglerade utskov

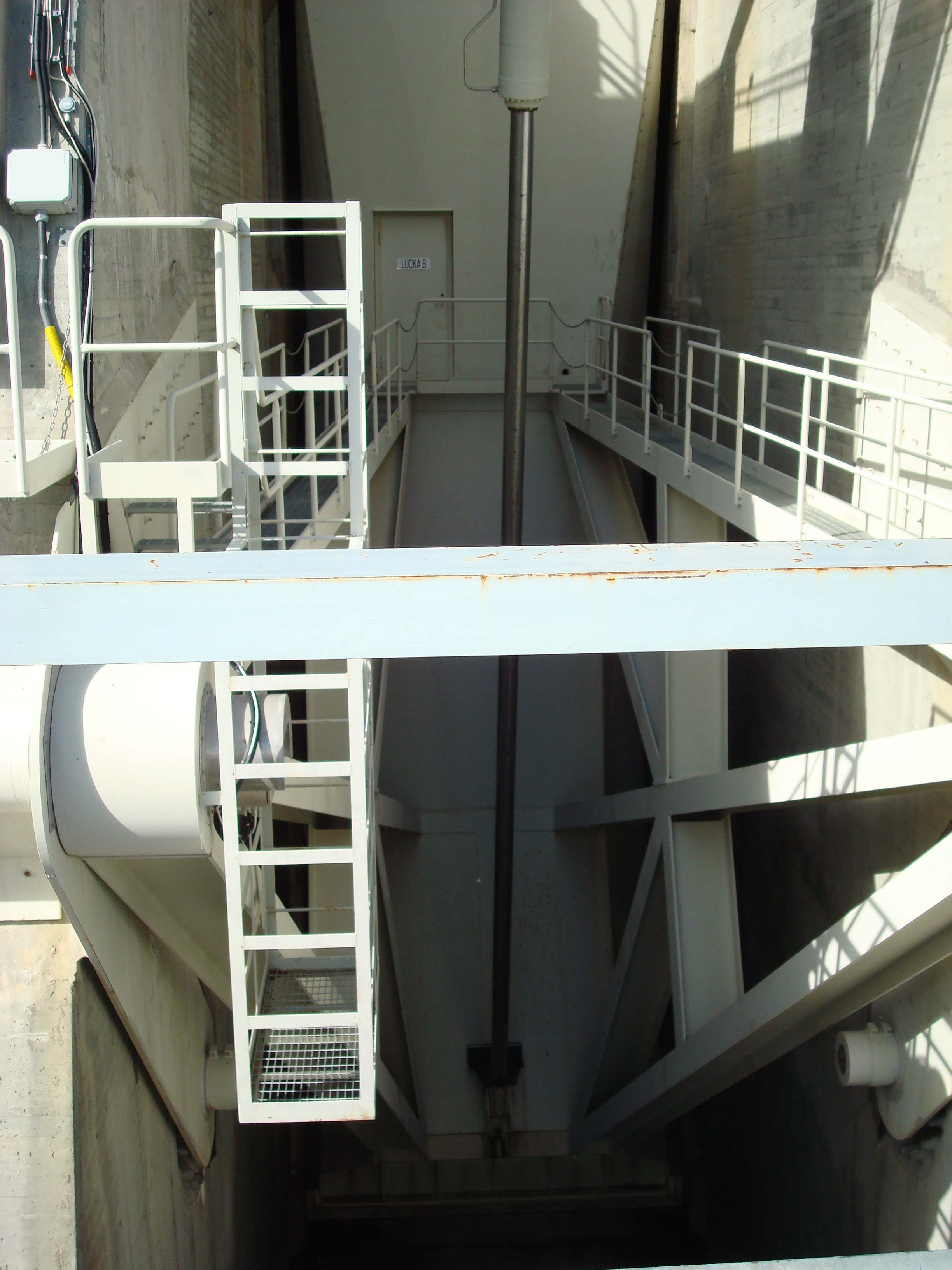
Hydrauliskt manövrerad segmentlucka vid Ajaure kraftstation, Umeälven

Reglerade utskov har någon form av utskovslucka som reglerar flödet genom utskovet, flera olika typer finns så som:
- Sektorlucka
- Segmentlucka
- Planlucka
- Spettlucka
- Valslucka

## Överflödesutskov
Har ingen direkt reglering av utskovet utan när vattennivån i reservoaren stiger över tröskeln i utskovet så börjar vattnet flöda ut.